# Тужець
Тужець (пол. Turzec) — село в Польщі, у гміні Сточек-Луковський Луківського повіту Люблінського воєводства.
Населення — 216 осіб (2011).
У 1975-1998 роках село належало до Седлецького воєводства.

## Демографія
Демографічна структура станом на 31 березня 2011 року:
|          | Загалом | Допрацездатний вік | Працездатний вік | Постпрацездатний вік |
| -------- | ------- | ------------------ | ---------------- | -------------------- |
| Чоловіки | 111     | 31                 | 64               | 16                   |
| Жінки    | 105     | 21                 | 53               | 31                   |
| Разом    | 216     | 52                 | 117              | 47                   |